# Contea di Sommatino

Sommatino in una foto d'epoca

La contea di Sommatino fu un feudo, vicino alla contea di Caltanissetta, eretto in baronia nel 1296 e in contea il 12 ottobre 1625, dal re di Spagna Filippo IV, fino al 1812.
 Si avvicendarono alla sua guida le seguenti famiglie: i Tagliavia, i Lo Porto o Del Porto e, soprattutto, i Lanza di Trabia.

## Territorio
Sommatino è situata in un ambiente collinare interno, nella parte occidentale del fiume Salso e dista 26 km da Caltanissetta, della cui provincia fa parte. In epoca feudale, la baronia era costituita dai piccoli feudi Bruca, Canalotto, Capraria, Fornelli e Mintina.

## Storia
La prima notizia sullo status feudale di Sommatino la si trova nella lista dei feudatari, ai quali Federico III di Sicilia, nel 1296, richiedeva i tributi. La famiglia più agiata e influente, in quel periodo, era quella dei Tagliavia, arrivata nella penisola al seguito di Enrico VI di Svevia.

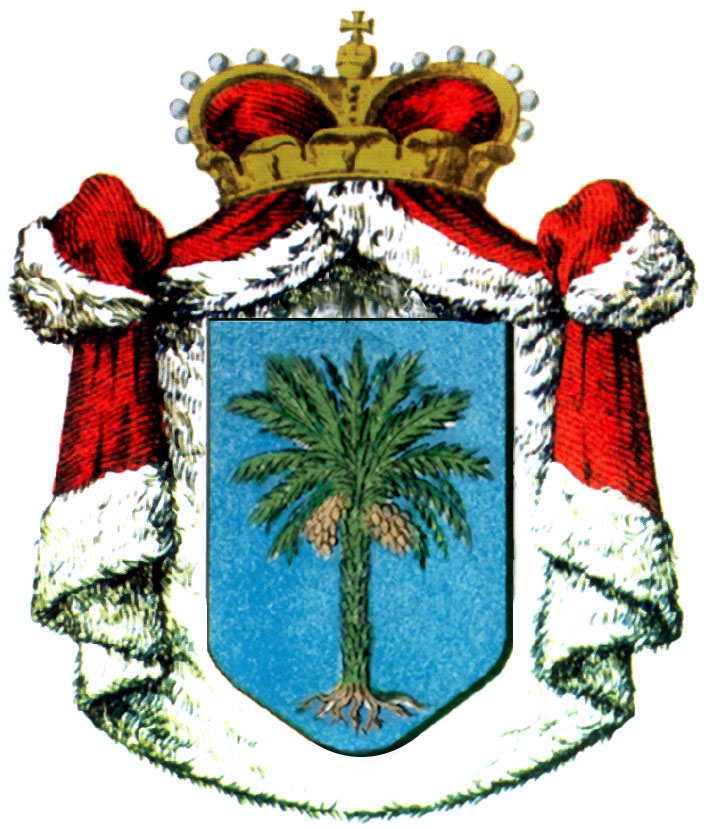
Lo stemma dei Tagliavia
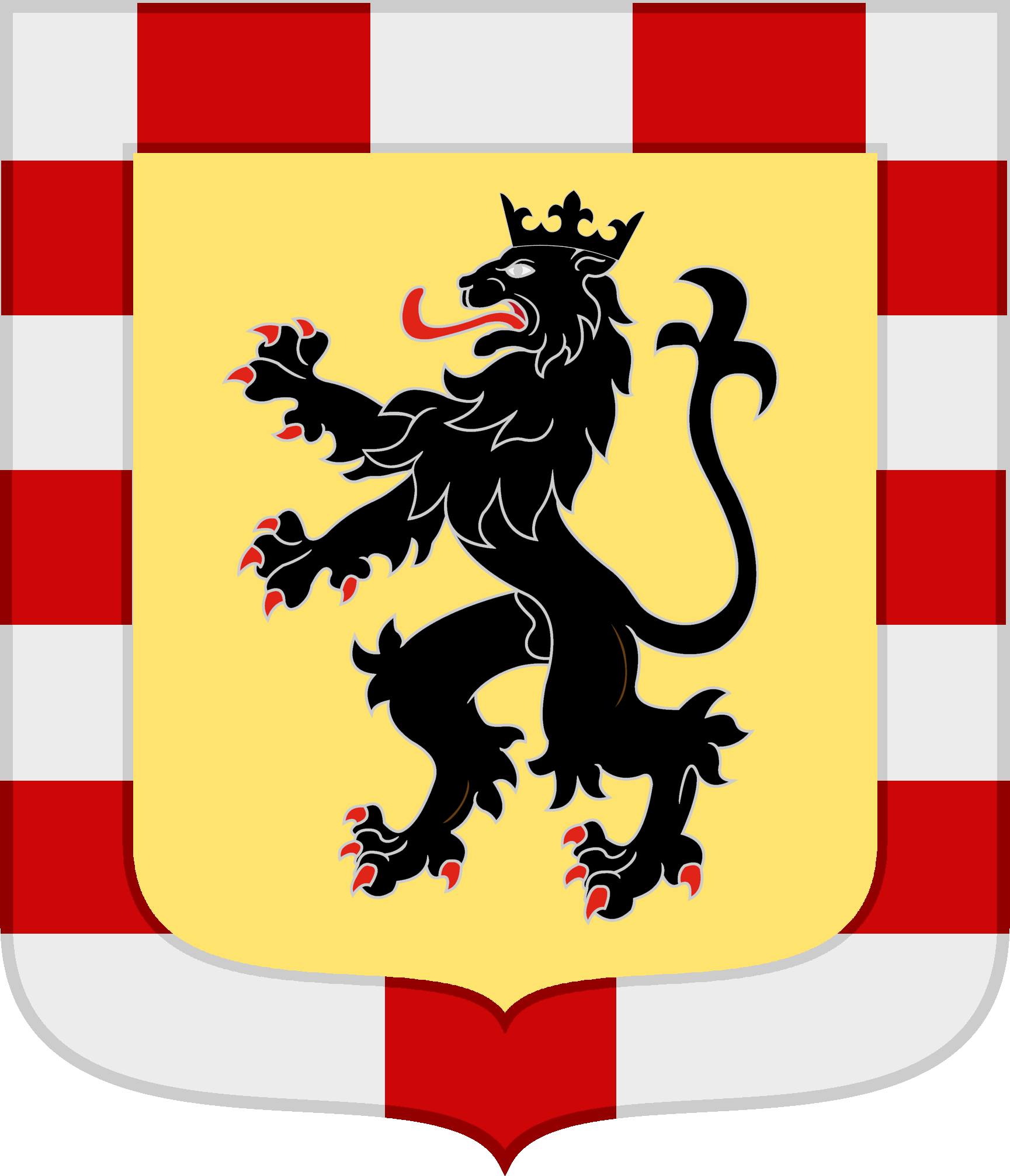
Il blasone dei Lanza

I Tagliavia furono baroni fino all'ultima discendente, Antonia, che sposò Gerlando Lo Porto o Porto o Del Porto. Costoro erano una nobile famiglia originaria di Vicenza: un ramo di essa, nella persona di Nicolò, si stabilì in Messina, ripartendosi in due linee, a Girgenti e a Palermo. A quest'ultima apparteneva il citato Gerlando che il 12 luglio 1456 fu investito del territorio sommatinese. Fu il pronipote Gastone che fece costruire il paese.
Nel Seicento furono edificate molte chiese e il borgo conobbe un certo sviluppo.
 In seguito alla morte di Gaspare Del Porto, nel 1637, che, il 12 ottobre 1625, era stato elevato al rango di conte da Filippo IV di Spagna, in mancanza di eredi diretti, si aprì una dura lotta di successione da parte dei congiunti collaterali: alla fine la contea verrà attribuita ad Ottavio Lanza e a Giovanna Lucchesi e Spinola.
Il dominio feudale dei Lanza era grandissimo e comprendeva importanti centri come Mussomeli, Trabia e Camastra. I conti della stirpe che si avvicendarono furono otto, fino al 1812, con Giuseppe II, quando il principe Francesco di Borbone (futuro re Francesco I delle Due Sicilie) promulgò la Costituzione siciliana approvata dal parlamento siciliano che avrebbe attuato l'eversione della feudalità.
I Lanza di Trabia lasciarono una decisa impronta alla struttura architettonica di Sommatino che si espanse intorno al loro palazzo barocco (accanto alla torre civica, con la parte terminale liberty) e agli altri edifici civili e religiosi che gravitavano intorno alla famiglia comitale che, spesso, soggiornava nel suggestivo castello di Mussomeli e aveva scelto come luogo di sepoltura una chiesa di questo paese.

## Conti di Sommatino (1625 - 1812)[8]
| N° | Titolo | Nome                        | Dal             | Al                | Consorte e Note                                                                  |
| 1  | Conte  | Gaspare Del Porto           | 12 ottobre 1625 | 1637              | Antonia Gaetani Moncada, Giovanna Maria Morso e Platamone; fu barone (1596-1626) |
| 2  | Conte  | Ottavio Lanza di Trabia     | 1638            | 1675              | Giovanna Lucchesi e Spinola; fu principe di Trabia, conte di Mussomeli           |
| 3  | Conte  | Lorenzo Lanza di Trabia     | 1676            | 1705              | Luisa Moncada                                                                    |
| 4  | Conte  | Aloisio Lanza di Trabia     | 1705            | 1716              |                                                                                  |
| 5  | Conte  | Ottavio Lanza di Trabia     | 1716            | 1720              | Lucrezia Reggio, Anna Bellacera                                                  |
| 6  | Conte  | Ignazio I Lanza di Trabia   | 1720            | 1753              | Giovanna Lanza                                                                   |
| 7  | Conte  | Giuseppe I Lanza di Trabia  | 1753            | 1783              | Beatrice Branciforte, Orietta Stella                                             |
| 8  | Conte  | Ignazio II Stella           | 20 aprile 1784  | 25 settembre 1784 | Rosalia Barrese Bellacera                                                        |
| 9  | Conte  | Pietro Lanza di Trabia      | 1784            | 1811              | Anna Branciforte, Stefania Valguarnera                                           |
| 10 | Conte  | Giuseppe II Lanza di Trabia | 4 dicembre 1811 | 1812              | Stefania Branciforte; ultimo feudatario                                          |